# Johannes Skockan

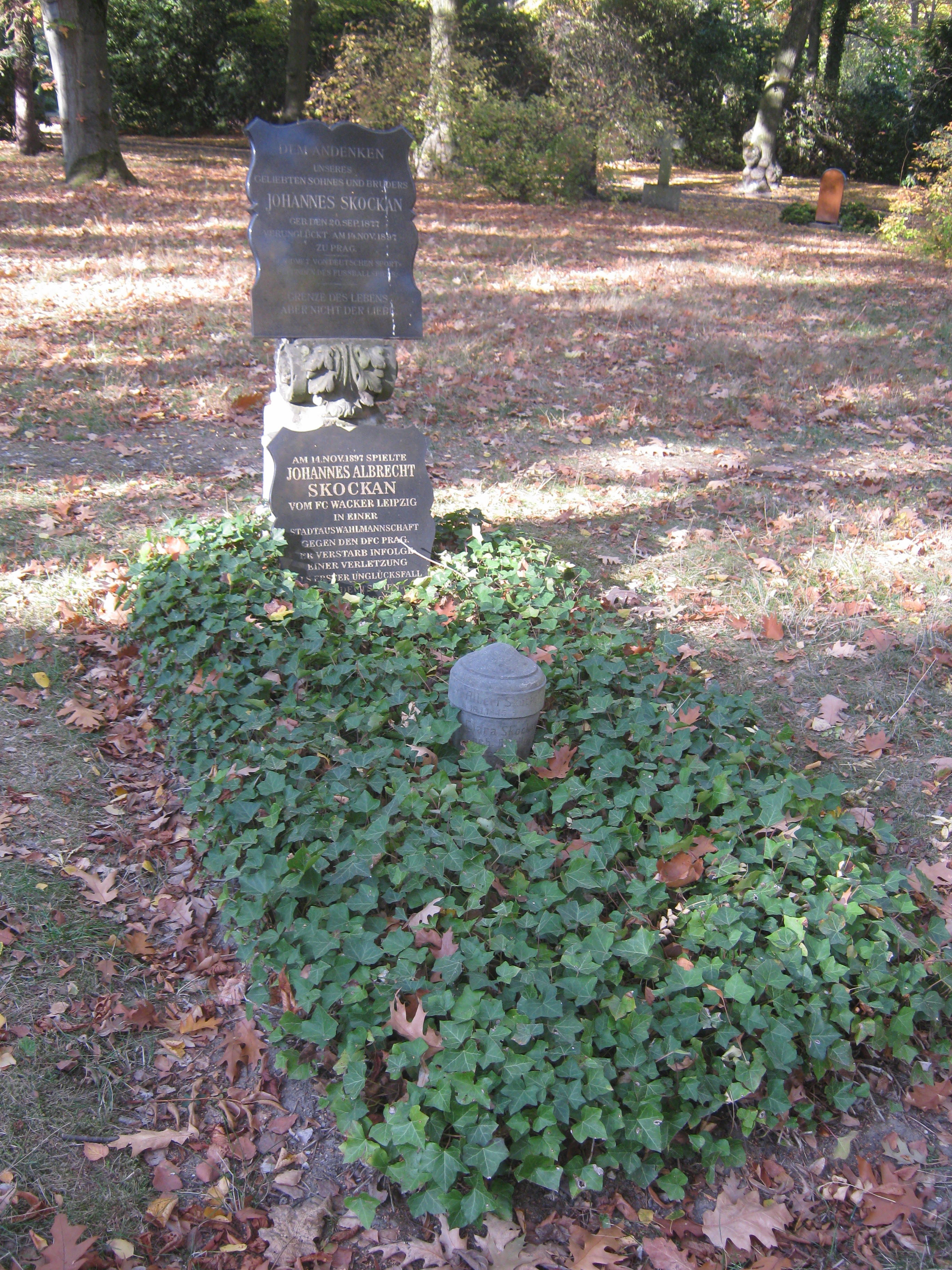
Grab von Johannes Skockan

Johannes Albrecht Skockan (geb. 20. September 1877 in Münsterberg in Schlesien; gest. 15. November 1897 in Prag) war ein deutscher Fußballer. Sein Grabmal ist wahrscheinlich das älteste noch erhaltene Fußballerdenkmal der Welt.
Johannes Skockan ging in die Geschichte des deutschen Fußballs insbesondere die des Fußballs in Leipzig ein, weil er der wahrscheinlich (ein davorliegender Fall nicht
bekannt) erste deutsche Fußballer war, der an den Folgen eines Fouls verstarb. Er erlitt in der ersten Halbzeit einen Stoß mit dem Knie in den Bauchraum. Skockan spielte beim FC Wacker Leipzig als Mitglied der Stadtauswahl gegen den DFC Prag, das der DFC nach Angaben des Leipziger Fußballverbands mit 2:0 gewann. Er verstarb in einem Prager Krankenhaus einen Tag später.
Sein Grab befindet sich auf dem Südfriedhof (Leipzig), Abt V. In der davor befindlichen Urne liegen seine Eltern Albert und Clara Skockan, geb. Fiedler. Das Grab Johannes Skockans hat wegen dieser Geschichte besondere Bedeutung auch für den Deutschen Fußball-Bund, der 1900 in Leipzig gegründet wurde.
Zu seinem Andenken wurde unter Spielern und Fußballclubs 1897 Geld gesammelt, um Johannes Skockan ein Denkmal zu setzen. Auf dem Grabstein steht deshalb: „gewidmet von deutschen Sportfreunden des Fußballspiels“ Ein halbes Jahr nach seinem Tod wurde es im Frühjahr 1898 an seiner Grabstätte eingeweiht.